# Чорні голуби
Чорні голуби (англ. Black Doves) — британський шпигунський серіал-трилер, створений Джо Бартоном. Серіал із Кірою Найтлі, Беном Вішоу та Сарою Ланкашир у головних ролях, розроблений «Sister» і «Noisy Bear» для Netflix. Напередодні прем'єри 5 грудня 2024 року, його було продовжено на другий сезон.
Серіал отримав позитивні відгуки критиків, а Найтлі була номінована на «Золотий глобус» за свою гру.

## Сюжет
Хелен, дружина державного секретаря з питань оборони, дізнається, що її таємна особистість «Чорної Голубки» в небезпеці, після того, як її коханця вбивають злочинці Лондона. Її роботодавці, організація найманих шпигунів, яка видобуває промислові, політичні чи дипломатичні секрети для того, хто запропонує найвищу ціну, посилають Сема, старого друга, щоб захистити її.

## Акторський склад

### Головний
- Кіра Найтлі в ролі Хелен Вебб
- Бен Вішоу в ролі Сема Янга
- Сара Ланкашир[en] в ролі Рід

### Другорядний
- Ендрю Б'юкен[en] — Уоллес Вебб
- Ендрю Кодзі в ролі Джейсона Девіса
- Омарі Дуглас[en] у ролі Майкла
- Сем Тротон у ролі Стівена Ярріка
- Елла Лілі Хайленд[en] у ролі Вільямс
- Ізабелла Вей[en] в ролі Кай-Мінг
- Адам Сільвер в ролі Арні
- Нейтан Стюарт-Джарет в ролі Зака
- Агнес О'Кейсі[en] в ролі Дені
- Тай Інь Чан — Ву Лінь
- Шарлотта Райс-Фолі в ролі Жаклін Вебб
- Тейлор Салліван — Олівер «Олі» Вебб
- Моллі Чесуорт в ролі Марі
- Кен Нвосу[en] — Білл
- Енді Ченг в ролі посла Чена
- Кетрін Хантер[en] — Ленні Лайнс
- Габріель Кріві[en] в ролі Елеонори
- Лютер Форд[en] — Гектор Ньюмен
- Фінн Беннет[en] в ролі Коула Етвуда
- Ден Лі в ролі Чанг Хао
- Аділ Ахтар[en] — прем'єр-міністр, Річард Івз
- Вільям Хоуп[en] — Мітч Портер

### Гостьовий
- Ханна Халік-Браун[en] у ролі Меггі
- Томас Кумбс — Філіп
- Ліззі Хоплі[en] в ролі Бет
- Антонія Кемпбелл-Хьюз[en] у ролі Джордж
- Джуліан Уодхем[en] в ролі Енді
- Дженніфер Армор[en] в ролі Ванесси
- Паапа Ессієду — Елмор Фітч
- Стів Уолл[en] у ролі Френка
- Трейсі Уллман[en] в ролі Алекс Кларк
- Ангус Купер у ролі Трента Кларка

## Український Дубляж
- Студія: Так Треба Продакшн[3]
- Режисер дубляжу: Олена Бліннікова
- Перекладач: Юлія Почінок
- Спеціаліст зі зведення звуку: Ігор Грищенко (сезон 1, серії 1, 3-4), *Дмитро Скриль (сезон 1, серії 2, 5-6)
- Менеджер проекту: Валерія Антонова

Ролі дублювали:
- Гелен — Марина Локтіонова
- Сем — Юрій Кудрявець
- Воллес — Ігор Журбенко
- Вільямс — Вікторія Тишкевич

Додатковий акторський склад: Олена Бліннікова, Владислав Васицький, Михайло Войчук, Юрій Гребельник, Олег Грищенко, Володимир Гурін, Сергій Гутько, Марина Клодницька, Яна Кривов'яз, Євгеній Лісничий, Юлія Малахова, Данило Марійко, Єлизавета Мастаєва, Наталія Надірадзе, Анастасія Павленко, Євген Пашин, Діана Семенюк, Павло Скороходько, Кирило Татарченко, Михайло Тишин, Людмила Чиншева, Олександр Шевчук, Наталія Задніпровська, Ростислав Фоменко, Валерія Антонова, Ігор Грищенко,

## Епізоди
| № серії | Назва серії               | Режисер(и)    | Сценарист(и) | Оригінальна дата виходу |
| --- | ------------------------- | ------------- | ------------ | ----------------------- |
| 1 | «Тоді за кохання»         | Алекс Ґабассі | Джо Бартон   | 5 грудня 2024           |
| Хелен Вебб одружена з Воллесом Веббом, міністром оборони. Без відома Воллеса, вона — «Чорна голубка», шпигунка, яка передає інформацію організації найманців, яка купує та продає інформацію. На різдвяній вечірці її куратор, Рід, повідомляє їй, що її коханця, Джейсона Девіса, вбили разом із двома іншими. Джейсон був державним службовцем, і Хелен вважає, що його смерть не пов’язана з нею, хоча Рід не настільки впевнена. Рід викликає Сема, кілера, який був відсутній протягом семи років, щоб захистити Хелен і розслідувати вбивство Джейсона. Сем дізнається, що незадовго до смерті Джейсон дзвонив Кай-Мінг, доньці покійного посла Китаю у Великій Британії, смерть якого могла бути складнішою, ніж повідомлялося спочатку. |                           |               |              |                         |
| 2 | «Чорна голубка»           | Алекс Ґабассі | Джо Бартон   | 5 грудня 2024           |
| У минулому, у 2014 році, Гелен під ім'ям Дейзі була завербована «Чорними голубами». На своєму першому завданні вона мала з Воллесом секс на одну ніч, але повертається, коли розуміє, що залишила запальничку своєї померлої матері в його кімнаті. У теперішньому, Хелен дізнається, що Джейсона вбив снайпер на ім'я Елмор Фітч. Він нападає на неї в її домі, шукаючи інформацію про Кай-Мінг і таємниче відео, але Хелен бореться з ним і в кінцевому підсумку страчує його. Тим часом до Сема звертається його колишній бос Ленні Лайнс, яка погрожує вбити його колишню та його доньку, якщо він не завершить вбивство, яке він закинув сім років тому. |                           |               |              |                         |
| 3 | «Прийдешня ніч»           | Алекс Ґабассі | Джо Бартон   | 5 грудня 2024           |
| У 2014 році Сем починає працювати кіллером. У 2017 році йому доручають вбити братів Ньюманів, але він не може завершити завдання, коли виявляє, що один із них, — Гектор, є дитиною. Гектор, хоч і дитина, посилає вбивць за Семом, які руйнують його життя та змушують його тікати. У теперішньому, Сем об’єднується з Вільямс і Елеонор, щоб убити Ньюмена і врятувати Кай-Мінг. Хелен дізнається, що її друг Яррік може бути причетний до вбивства Джейсона. Вона змушує Сема вкрасти його телефон. Хелен надсилає повідомлення на таємничий номер телефону Ярріка, але в результаті Ярріка вбивають, а його викрадачі погрожують прийти за Хелен. Воллес через приватні китайські канали дізнається, що посол у Китаї міг бути вбитий Штатами, за підтримки Британії. |                           |               |              |                         |
| 4 | «Час запалювати»          | Ліза Ґаннінг  | Джо Бартон   | 5 грудня 2024           |
| Сему вдається врятувати Кай-Мінг, яку він залишає на піклування Вільямс та Елеонор. Вони розуміють, що за ними стежать. Сем відвідує свого колишнього хлопця. Хелен дізнається, що Джейсон міг мати іншого партнера. Рід переконує її проникнути в американське посольство, щоб дати агенту ЦРУ Коулу Етвуду гроші, щоб той зрадив свою країну. Коул розповідає, що він не вбивав батька Кай-Мінг, а, натомість, використовував його дочку, щоб отримати доступ до Трента Кларка, її наркодилера, який є частиною міжнародної злочинної родини. Коли Коул просить звільнити його сім'ю, Хелен розуміє, що її піставили. Уоллес дізнається, що Яррік мертвий, і має труднощі з тим, що це означає. Нещодавно найнята Воллесом секретарка Дені, яку Хелен підозрює, що її підсадила Рід, фліртує з Воллесом. Вона натякає на роман Хелен з Джейсоном, не називаючи його імені. |                           |               |              |                         |
| 5 | «Ціна всього»             | Ліза Ґаннінг  | Джо Бартон   | 5 грудня 2024           |
| Кларки викрадають Елеонор і Кай-Мінг. З пораненим Вільямсом, Сем, Хелен і Коул тікають до квартири Майкла. Рід каже Сему вбити Алекс Кларк. Дені каже Воллесу, що у Хелен роман. Він каже Хелен, що завжди любив її. Пізніше Дені підтверджує Гелен, що вона також Чорна Голубка, і тренується, щоб замінити Гелен з Воллесом. Дені та Хелен вступають у бійку на ножах, Хелен виграє, але щадить життя Дені. Підозрілива Хелен розуміє, що відеозапис, який усі шукають, може бути в ювелірній крамниці, де Джейсон купив їй різдвяний подарунок. Вона знаходить запис і виявляє, що Трент – це той, хто вбив китайського посла, хоч і випадково. До приховування злочину причетний британський прем'єр. |                           |               |              |                         |
| 6 | «У середині суворої зими» | Ліза Ґаннінг  | Джо Бартон   | 5 грудня 2024           |
| Гелен віддає запис вбивства Алекс Кларк в обмін на звільнення Сема, Елеонор і Кай-Мінг. Хелен намагається вбити Алекс, але виявляє, що не вона замовляла вбивство Джейсона, а Трент намагався замеcти сліди. Щоб врятувати Гелен, Сем вбиває Алекс і Трента. Його попереджає анонімний голос, що його страти бачили. Хелен передає запис смерті посла в ЦРУ, яке використовує його, щоб очистити себе перед Китаєм. Мається на увазі, що Воллес, який насправді нічого не знав про участь прем'єр-міністра, стане його заміною. Рід вітає Хелен із поверненням і повідомляє їй, що Джейсон насправді був шпигуном МІ-5, якого відправили розслідувати Хелен. Хоча вона зізналася йому, що вона — Чорна Голубка, його останній звіт очистив її ім'я від будь-яких протиправних дій. Сем намагається возз'єднатися з Майклом, але йому пропонує роботу Гектор Ньюмен (якого Сем відмовився вбити, коли Гектор був ще хлопчиком), яку він приймає. Гелен запрошує його на Різдво, і він нарешті знайомиться з її родиною, включно з двома дітьми від Воллеса. Він попереджає її, що такі люди, як двоє шпигунів, не отримують щасливого кінця. |                           |               |              |                         |

## Виробництво
Проект був анонсований Netflix у квітні 2023 року. Бартон також продюсує через «Noisy Bear» разом із продюсерською компанією «Sister».
Зйомки почалися в Лондоні в жовтні 2023 року. Того ж місяця до акторського складу додалися Сара Ланкашир і Бен Вішоу, а також Ендрю Б'юкен, Омарі Дуглас, Ендрю Кодзі, Кетрін Хантер, Сем Тротон, Елла Лілі Хайленд, Адам Сільвер, Кен Нвосу та Габріель Кріві. У березні 2024 року до акторського складу додалися Аділ Ахтар, Трейсі Уллман, Фінн Беннет і Лютер Форд. У серпні 2024 року, напередодні прем'єри, Netflix продовжив серіал на другий сезон.
Бартон вивів назву серіалу від «Black Dove», назви свого місцевого пабу в Брайтоні.

## Реліз
Прем'єра серіалу на Netflix відбулася 5 грудня 2024 року.

## Сприйняття

### Критика
На агрегаторі рецензій Rotten Tomatoes рейтинг схвалення серіалу становить 94 % на основі 64 рецензій із середньою оцінкою 7,7 із 10. Консенсус критиків веб-сайту звучить так: «Поєднуючи кілька жанрів у справді унікальний бойовик-трилер, „Чорні голуби“ точно вражають свою ціль». Metacritic, який використовує середньозважену оцінку, присвоїв оцінку 78 зі 100 на основі 30 критиків, вказуючи на «загалом схвальні» рецензії.
Пишучи в The Guardian, Ребекка Ніколсон описала серіал як «радісно м’якоподібний» і помірно критикувала образи Найтлі та Вішоу, але високо оцінила епізодичні появи багатьох відомих акторів у ролях другого плану. У Digital Spy Девід Опі виділив на екрані зображення Сема, який займається гей-сексом у першому епізоді, заявивши, що серіал «зайде туди, куди Джеймс Бонд ніколи не наважиться».

### Нагороди і номінації
| Нагорода                    | Дата церемонії  | Категорія                                  | Одержувач(і) | Результат    | Прим.  |
| --------------------------- | --------------- | ------------------------------------------ | ------------ | ------------ | ------ |
| Золотий глобус              | 5 січня 2025    | Найкраща жіноча роль у телесеріалі — драма | Кіра Найтлі  | Номінація    | [ 16 ] |
| Кінопремія «Вибір критиків» | 12 січня 2025   | Найкраща актриса в драматичному серіалі    | Кіра Найтлі  | В очікуванні | [ 17 ] |
| GLAAD Media Awards          | 27 березня 2025 | GLAAD Media Award — найкращий новий серіал | Чорні голуби | Номінація    | [ 18 ] |